# Gasztony
Gasztony je obec v Maďarsku v župě Vas. Území obce sousedí s Rakouskem.
Rozkládá se na ploše 14,27 km² a v roce 2024 zde žilo 419 obyvatel.